# Al-'Adil I
al-Malik al-ʿĀdil Sayf al-Dīn (in arabo أبو بكر سيف الدين "الملك العادل" أحمد بن نجم الدين أيوب‎?, Abū Bakr Sayf al-dīn "al-Malik al-ʿĀdil" Aḥmad ibn Najm al-Dīn Ayyūb, detto nelle cronache cristiane Safedino o «il Giusto»; 1143 – 1218) è stato un condottiero d'Egitto curdo musulmano della dinastia degli ayyubidi dal 1200 al 1218 e re di Damasco dal 1196 al 1218.
Dopo aver vissuto nella relativa ombra di suo fratello Saladino, mise a frutto le lotte per il potere scatenatesi tra i suoi figli dopo la morte del conquistatore di Gerusalemme, per porsi come arbitro dei dissensi manifestatisi fra i suoi nipoti, finendo con eliminarli tutti per diventare il Sultano supremo del Sultanato ayyubide.

## Biografia

### Fratello di Saladino
Da quando s'era impadronito di Damasco, il 27 novembre 1174, Saladino v'installò la sua capitale, mostrando la propria volontà d'unificare la Siria, e nominò suo fratello minore Sayf al-Dīn governatore d'Egitto. Quest'ultimo partecipò in tal veste a diverse campagne militari contro gli Ifranj o gli ultimi Zengidi. Si portò rapidamente a fianco del fratello quando la strategia lo esigeva, come nell'agosto 1182, quando Saladino tentò di prendere Beirut per tagliare le comunicazioni fra il Regno di Gerusalemme e la Contea di Tripoli, o quando al-ʿĀdil fu incaricato di condurre alcune spedizioni nella regione di Gaza per attirare su di sé le truppe di Baldovino IV il Lebbroso. Nel febbraio 1183, al-ʿĀdil dovette fronteggiare una seria minaccia: Rinaldo di Châtillon, signore di Oltregiordano, violando la tregua concordata, organizzò una spedizione mirante a saccheggiare La Mecca e al-ʿĀdil si preoccupò d'inviare una flottiglia che colò a picco le navi crociate.
 
Nel novembre dello stesso anno, partecipò con Saladino alla spedizione punitiva contro Rinaldo.

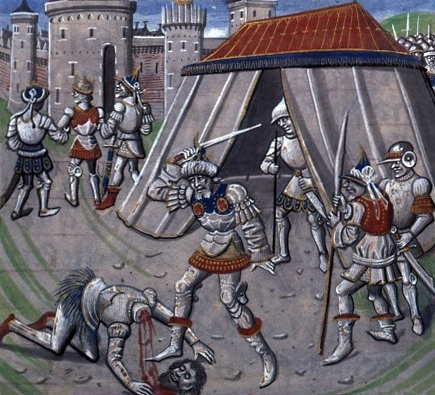
Esecuzione di Rinaldo di Châtillon, dopo la battaglia di Hattin. - Guglielmo di Tiro, Historia (BNF Mss.Fr.68, f. 399)

Quando Saladino s'impadronì della città di Aleppo nel 1183,  affidò il suo governo al fratello al-ʿĀdil e assegnò l'Egitto congiuntamente a suo figlio al-Malik al-ʿAzīz e a uno dei suoi nipoti (figlio di al-ʿĀdil), Taqī al-Dīn ʿAbbās. Ma nel 1186, Saladino riprese Aleppo per attribuirla a suo figlio al-Malik al-Ẓāhir Ghāzī. Ritirò anche la sua nomina in Egitto a favore di Taqī al-Dīn, lasciando solo a governarlo al-Malik al-ʿAzīz. Al-ʿĀdil ricevette come compenso i feudi di Edessa e di Ḥarrân.
Questi rimpasti non impedirono ad al-ʿĀdil di partecipare attivamente alla battaglia di Ḥaṭṭīn il 3 luglio 1187, che sarà poi seguita dalla conquista del Regno di Gerusalemme: egli prese quindi per brebe tempo Giaffa poco dopo, partecipando all'assedio di Gerusalemme del 1187. Saladino si rese conto che il porto di Tiro, difeso da Corrado di Monferrato, un crociato che era giunto  in Terrasanta da Costantinopoli e che era diventato il centro della resistenza crociata e il punto di leva per la riconquista cristiana. Durante l'autunno 1187, Saladino pose l'assedio alla città, accompagnato da suo figlio al-Afḍal, da suo fratello al-ʿĀdil e da suo nipote Taqī al-Dīn. Sfortunatamente per lui, la flotta musulmana fu parzialmente affondata il 30 dicembre 1187 e le galere sopravvissute si dispersero. Gli Ayyubidi dovettero togliere l'assedio a Tiro il 1º gennaio 1188. Poco dopo, al-ʿĀdil ricevette dal fratello il feudo di Oltregiordano (attuale Transgiordania), strappato agli eredi di Rinaldo di Châtillon.
L'annuncio della caduta di Gerusalemme suscitò grandissima emozione in Europa e fu subito organizzata una terza crociata. I principali sovrani, Federico Barbarossa, Filippo II Augusto ed Enrico II Plantageneto risposero all'appello, ma i pessimi rapporti tra gli ultimi due ritardò la partenza. Filippo II Augusto giunse in Terrasanta prima di Riccardo Cuordileone, figlio ed erede di Enrico II Plantageneto, giunto cinque settimane dopo in Siria-Palestina, anch'egli  per via di mare, partendo da Messina (in mano ai Normanni di Sicilia), conquistando lungo il tragitto Cipro. Federico Barbarossa si avvicinò invece alla Siria per via di terra nel maggio 1190, ma annegò nell'attraversare, indossando la sua armatura il Saleph. anche se non è certo il motivo della sua caduta da cavallo e del suo annegamento, forse dovuto a un qualche grave malore mortale.
I Crociati non attesero l'arrivo dei nuovi soldati dall'Europa per riprendere l'iniziativa. Dal 20 agosto 1189, Guido di Lusignano, Re di Gerusalemme pose l'assedio davanti a San Giovanni d'Acri. Saladino tentò di liberare la città e al-ʿĀdil lo raggiunse il 25 novembre 1189 alla testa d'un esercito venuto dall'Egitto, ma nella primavera del 1190, Saladino cadde ammalato e al-ʿĀdil lo sostituì nella conduzione delle operazioni di contro assedio. Il 30 luglio 1190, un distaccamento di Crociati tedeschi attaccò il campo di al-ʿĀdil e lo prese di sorpresa, ma si attardò a saccheggiarlo, lasciando il tempo ad al-ʿĀdil di organizzare un contrattacco  che gli permise di massacrare una gran parte delle forze crociate germaniche.

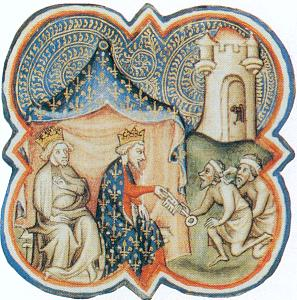
Resa di San Giovanni d'Acri.

Nel corso della primavera del 1190, gli assedianti ricevettero rinforzi francesi e inglesi e presero la città di Acri il 12 luglio 1191, malgrado gli sforzi di Saladino e di al-ʿĀdil. Pooco tempo dopo la sua conquista, Filippo Augusto, malato e interessato più ai fatti interni al suo regno, ripartì in direzione della Francia, malgrado l'impegno precedentemente sottoscritto con Riccardo Cuordileone di partire insieme per la Terrasanta e di tornare contemporaneamente, al fine di non concedere a chi si fosse allontanato per primo da Outremer alcun vantaggio nella contesa che li opponeva circa i diritti dei Plantageneti ai loro feudi di Francia. Riccardo I rimase dunque solo in Terrasanta. Credendo che Saladino non mettesse abbastanza sollecitamente in esecuzione il proprio impegno d'onore di scambiare i difensori di San Giovanni d'Acri suoi prigionieri con quelli di Riccardo, il sovrano inglese li fece tutti massacrare, provocando un'analoga strage, ordinata per reazione da Saladino.
Decise poi di marciare verso sud per continuare la riconquista di Outremer. Poco dopo le vicende di San Giovanni d'Acri, al-ʿĀdil tentò di sorprendere l'esercito crociato il 24 agosto 1191, ma fu respinto. I Crociati arrivarono in seguito davanti ad Arsūf, e Riccardo Cuordileone tentò un negoziato. Saladino, ricordandosi del massacro di San Giovanni d'Acri, non aveva alcuna intenzione di avviarlo e spedì suo fratello al-ʿĀdil da Riccardo, perché aveva bisogno di tempo per far giungere rinforzi. Solo dopo un po' di tempo impegnò la battaglia di Arsuf (7 settembre 1191), che fu comunque vinta dai Crociati.
Riccardo conquistò in seguito Giaffa e avviò negoziati con l'aiuto di Umfredo IV di Toron che servì da traduttore (avendo il signore cristiano imparato molto bene la lingua araba), ma essi non sfociarono in nulla di concreto e Saladino inviò suo fratello a Gerusalemme nell'ottobre del 1191, al fine di fargli sopraelevare le mura di cinta e mettere in condizioni di miglior difesa la Città Santa. Nel novembre, Riccardo inviò nuovamente messaggeri per sondare le disposizioni d'animo di Saladino. Pose però come condizioni un trattato di pace e la restituzione del regno di Gerusalemme all'interno dei confini che esso aveva avuto fino al 1185, cosa che fu rifiutata da Saladino. Ma il risultato di tali negoziati fu un'amicizia fra Riccardo e al-ʿĀdil. Riccardo I propose allora - non si sa quanto seriamente - la mano di sua sorella Giovanna d'Inghilterra ad al-ʿĀdil e che i due sposi governassero congiuntamente il regno di Gerusalemme. Al-ʿĀdil e Saladino avrebbero accettato, ma Giovanna d'Inghilterra rifiutò comunque anche solo l'idea di sposare un principe musulmano.
A tre riprese (Natale 1191, giugno 1192 e luglio 1192), Riccardo Cuordileone marciò alla volta di Gerusalemme, arrivando nelle sue vicinanze, ma senza tentare in effetti alcuna azione decisiva.. Poi Saladino attaccò senza successo Giaffa il 31 luglio 1192. Finalmente i negoziati, che non erano mai stati interrotti dalle attività militari, sfociarono il 2 settembre 1192 in un trattato di pace che riconosceva la presenza dei Crociati sul litorale palestinese e il possesso dell'hinterland agli Ayyubidi.

### Zio degli eredi di Saladino
Saladino morì dopo pochi giorni di agonia nella notte tra il 3 e il 4 febbraio 1193. Il suo primogenito, al-Malik al-Afḍal, ricevette Damasco, la Palestina e la Siria meridionale; il suo secondogenito, al-ʿAzīz ʿUthmān, l'Egitto e il terzo, al-Malik al-Ẓāhir, ricevette Aleppo e la Siria settentrionale. Gli altri principi ayyubidi ottennero feudi minori. Il fratello al-ʿĀdil ebbe la Jazīra, il Diyabakr e la Transgiordania. Al-Malik al-Afḍal ricevette inoltre il titolo di Sultano supremo, ma era un giovane di ventitré anni che passava il tempo nella disimpegnata ricerca dei piaceri e che sostituì i ministri del padre con persone del tutti inadeguate ad affrontare l'impegnativo compito di amministrare il Sultanato.
I ministri caduti in disgrazia trovarono rifugio in Egitto, dove esortarono al-ʿAzīz a ribellarsi all'inetto fratello. Alla fine del mese di maggio 1194, al-ʿAzīz si portò sotto Damasco per assediarla, mentre suo fratello chiamava al-ʿĀdil in suo soccorso. Lo zio intervenne e obbligò al-ʿAzīz a tornare in Egitto. Il prestigio del fratello di Saladino aumentò ed egli cominciò ad apparire come l'unica persona in grado di governare senza scossoni l'impero ayyubide. Nel 1195, al-ʿAzīz tentò un nuovo attacco contro suo fratello, ma quando il suo esercito giunse in prossimità di Tiberiade, una parte dei suoi Emiri l'abbandonò e al-ʿAzīz dovette tornare in Egitto, inseguito da al-Afdal. Ancora una volta, al-ʿĀdil, che preferiva che i suoi nipoti si sfiancassero nelle loro rivalità senza volere che qualcuno prevalesse, impedì ad al-Afḍal di sconfiggere militarmente il fratello. Al-Afḍal rientrò a Damasco e al-ʿĀdil s'installò in Egitto. Nel mese di giugno 1196, al-ʿĀdil e al-ʿAzīz marciarono su Damasco, che fu presa il 3 luglio 1196. Conformemente alla loro intesa, al-Afḍal fu deposto ed esiliato nel piccolo feudo di Sarkhad, mentre al-ʿĀdil diventava Sultano di Damasco.
Nel 1197, un esercito crociato tedesco decise un attacco terrestre in terra musulmana, senza preavvertire lo stesso Enrico II, re di Gerusalemme per aver sposato Isabella. Le forze crociate tentarono un'incursione su San Giovanni d'Acri ma essa fu respinta da Enrico II. Al-ʿĀdil attaccò allora Giaffa, che conquistò nel settembre del 1197. Enrico II morì poco dopo e i crociati tedeschi assediarono in seguito Toron, ma l'annuncio della morte dell'Imperatore germanico Enrico VI li indusse a togliere l'assedio. Amalrico II, frratello di Guido di Lusignano, nuovo re di Gerusalemme per aver sposato Isabella, concluse il 1º luglio 1198 una tregua di cinque anni.
In effetti la situazione interna dell'impero ayyubide richiedeva tutta la sua attenzione e tutte le sue capacità. Il 27 novembre 1198, Al-'Aziz 'Imâd al-Dîn 'Uthmân, sultano d'Egitto, morì in seguito a una caduta da cavallo nel corso d'una battuta di caccia al lupo nelle prossimità delle Piramidi. Suo figlio, al-Malik al-Manṣūr, di nove anni, gli succedette e il suo entourage, temendo le ambizioni di al-ʿĀdil, si rivolse ad al-Afḍal, che esercitava la reggenza. La sua prima azione fu quella di tentare di riprendere Damasco, e per far questo approfittò dell'assenza di al-ʿĀdil (che si trovava nella Jazira) per cercare di occupare la capitale siriana. Ma al-ʿĀdil, che non era impreparato a ciò, tornò rapidamente a Damasco l'8 giugno 1199, mentre l'esercito egiziano arrivò a Damasco solo il 14 di quel mese, presto raggiunto da al-Malik al-Ẓāhir, Emiro d'Aleppo. Ma al-ʿĀdil approfittò del tempo guadagnato e della mancanza di unità fra i suoi antagonisti per seminare discordia fra i due fratelli, che tolsero infine l'assedio nel gennaio del 1200. Poi al-ʿĀdil riprese l'offensiva, marciò verso l'Egitto e prese Il Cairo il 5 febbraio 1200. Al-Afḍal fu esiliato nel Diyār Bakr, mentre al-Malik al-Manṣūr fu deposto e nominato governatore di Edessa, che comunque non raggiunse, preferendo cercar rifugio ad Aleppo.

Divenuto padrone del Sultanato ayyubide, al-ʿĀdil nominò come governatori persone di sua fiducia: suo figlio al-Malik al-Kāmil in Egitto e un altro figlio al-Malik al-Mu‘aẓẓam a Damasco.

### Sultano supremo degli Ayyubidi
Allo spirare della tregua, il papa Innocenzo III proclamò una nuova Crociata, i partecipanti pensavano di sbarcare il più vicino possibile a Gerusalemme per poi procedere alla sua conquista, mentre i nobili, seguendo i consigli di Riccardo Cuordileone, pensavano a uno sbarco in Egitto (dove risiedeva l'antagonista più potente dei guerrieri crociati), i cui porti di Alessandria e di Damietta erano più facilmente conquistabili rispetto a Gerusalemme e potevano servire da moneta di scambio.
Nel 1202, al-ʿĀdil raccomandò a suo figlio al-Malik al-Kamil, «il Sovrano Perfetto», suo vice in Egitto, d'avviare negoziati con la repubblica di Venezia, principale potenza marittima nel Mediterraneo. al-Malik al-Kāmil garantì ai Veneziani l'accesso ai porti del delta, come Alessandria o Damietta, e offrì loro protezione e assistenza. Come contropartita, Venezia promise di non appoggiare alcuna spedizione occidentale contro l'Egitto. I Veneziani avevano tuttavia raggiunto un accordo coi nobili occidentali che prevedeva il trasporto di circa 35.000 guerrieri crociati verso l'Egitto, in cambio della promessa d'una forte somma di denaro, e preferirono mantenere segreto questo trattato. Il doge Enrico Dandolo, in cambio di un pagamento, dirottò la Quarta crociata su Zara, porto del mare Adriatico appartenente al re d'Ungheria. La città fu saccheggiata nel novembre del 1202). Il doge riuscì poi a convincere i Crociati a dirigere nel giugno del 1203 le loro azioni belliche e depredatorie contro Costantinopoli, del tutto indifferenti che essa fosse la capitale della Cristianità orientale. L'abietta azione dei Crociati rivela meglio di ogni altra cosa quanto scarso fosse lo zelo spirituale delle potenze cristiane, ormai sempre più indifferenti nei confronti dell'impresa crociata e sempre più interessate a ottenere quanto più possibile una supremazia economica e mercantile. La spaccatura (mai più di fatto risolta) tra cristiani latini e greci allontanerà per sempre la possibilità di riconquista della Terrasanta che, da quel momento verrà sempre più potentemente rafforzata dagli Ayyubidi prima e dai Mamelucchi dopo, in grado di contrastare agevolmente le nuove azioni comunque organizzate dalla Cristianità occidentale, che non potrà ormai più contare sul potente aiuto di quello che era pur sempre il più potente esercito cristiano in ambito mediterraneo: quello bizantino.
Alcuni sporadici cristiani, fedeli agli ideali crociati, si recarono nondimeno in Palestina, e alcune fiacche azioni militari furono realizzate, ma Amalrico II di Lusignano, constatando che la crociata non sarebbe giunta più in Outremer, concluse con al-ʿĀdil una nuova pace nel settembre del 1204, che garantiva una tregua di 6 anni e la restituzione di Giaffa ai crociati di Terrasanta. Considerando che il jihād aveva conseguito il suo scopo con la riconquista di Gerusalemme, al-ʿĀdil non era animato da alcun intento di espellere i cristiani dalla Palestina, e le occasionali violazioni della tregua, come quella provocata dai Templari nel 1210, furono risolte con strumenti pacifici. Nel luglio del 1211 il Sultano concluse una nuova tregua della durata di 6 anni col nuovo re di Gerusalemme, Giovanni di Brienne.
All'avvicinarsi della scadenza della tregua, una Quinta Crociata è pronta teoricamente a partire. I primi crociati a sbarcare sono gli Ungheresi di re Andrea II d'Ungheria, che decise di conquistare la Samaria nel novembre 1217. al-ʿĀdil dovette quindi recarsi a Nablus (Naplusia) col suo esercito per impedire l'avanzata degli Ungheresi. Dopo vari assedi e scaramucce, gli Ungheresi dovettero battere in ritirata e, infine, abbandonarono la Terrasanta.

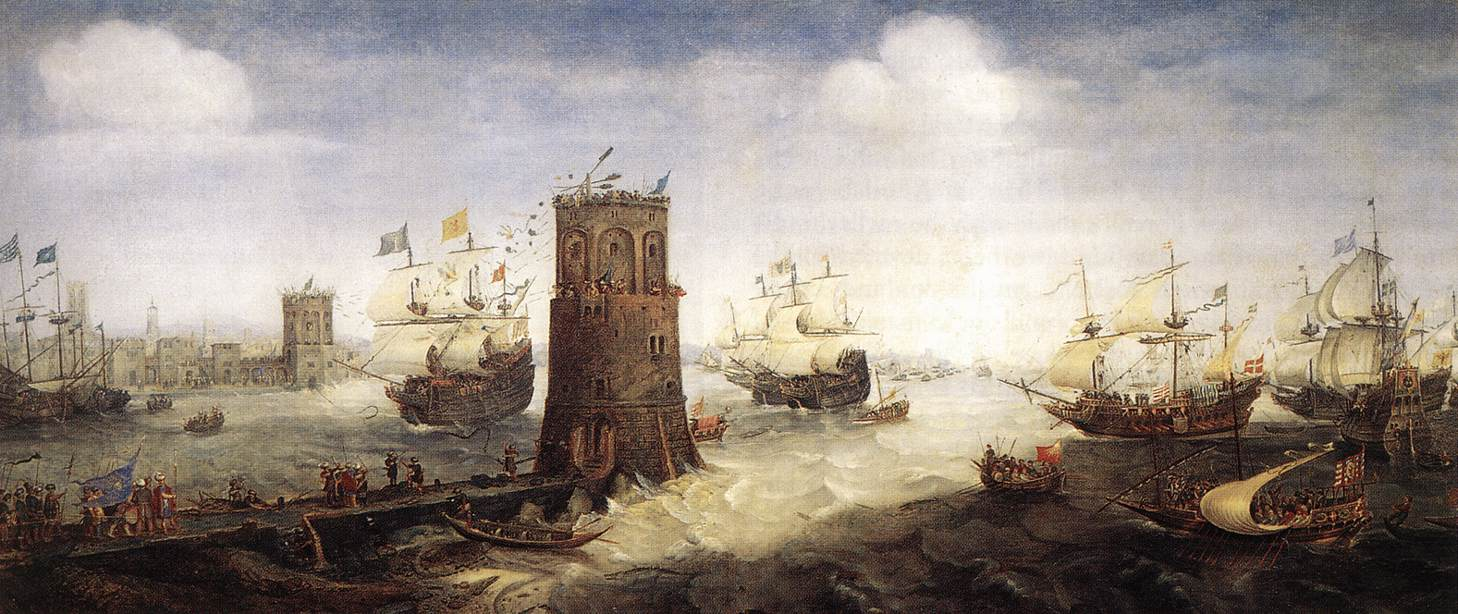
Cornelis Claesz van Wieringen: Nave che spezza la catena che blocca l'ingresso del porto di Damietta in occasione della Quinta Crociata (XVI secolo).
Frans Hals museum

Ma la Quinta Crociata non si limitò ai crociati ungheresi, e nuove truppe arrivarono e decisero di lanciare un'offensiva contro l'Egitto. Decine di migliaia di crociati posero l'assedio davanti Damietta. al-Malik al-Kamil, marciò contro di loro ma non osò affrontarli, e pose il suo campo a sud del porto, per permettere il rifornimento della città attraverso il Nilo. La città fu difesa a nord e a est da una stretta lingua di terra paludosa. A nord e a ovest, il Nilo assicurava un collegamento permanente con il retrostante paese. Una catena tesa fra la città e una cittadella ben difesa, barrava come già in passato il passaggio e la navigazione sul Nilo. I crociati s'accanirono invano per 3 mesi contro la cittadella, fino al momento in cui ebbero l'idea di agganciare fra loro due grandi vascelli e di costruirvi una torre navigante che potesse arrivare all'altezza della cittadella, per prenderla poi d'assalto. Il piano riuscì e il 25 agosto la catena fu spezzata. Al-ʿĀdil venne a sapere, tramite il messaggio portato da un piccione viaggiatore, della caduta della cittadella, poi morì a 73 anni, vittima d'una crisi cardiaca.
Al-Malik al-Kamil riuscì a fermare l'avanzata dei Crociati e a impedire l'accerchiamento di Damietta, infliggendo loro severe perdite. Ma la morte di al-ʿĀdil comportò un colpo di Stato al Cairo, in cui numerosi Emiri, approfittando della lontananza di al-Malik al-Kamil, tentarono d'insediare uno dei suoi fratelli, senza dubbio più malleabile. Al-Malik al-Kamil deve togliere il proprio campo e tornare nella capitale egiziana per ristabilire l'ordine.

### Posterità
Lasciò sedici figli e diverse figlie:
- al-Malik al-Mu'azzam Musa (1175 - 1227), Sultano di Damasco dal 1218 al 1227
- Al-Malik al-Kamil Muhammad (1177 - 1238), Sultano d'Egitto
- Al-Malik al-Ashraf Muzaffar al-Din Musa (1178 - 1237), Emiro di Edessa, poi Sultano di Damasco dal 1229 al 1237.
- al-Malik al-Hafiz Nur al-Din Arslan Shah (morto nel 1241), Emiro di Qal'at Jahir
- al-Malik al-'Aziz 'Imad al-Din 'Uthman, Emiro di Panéas
- al-Malik al-Salih 'Imad al-Din Isma'il (1199 - 1250), Sultano di Damasco dal 1237 al 1238
- al-Malik al-Wahad Ayyub (morto nel 1210)
- al-Malik al-Ashram Musa
- al-Malik al-Muzaffar Shihab al-Din Ghazi, Emiro di Edessa
- Mawdud
- Taqi al-Din ‘Abbas
- una figlia, sposata a Mu'izz al-Din Qaysar-Shah, figlio di Qilij Arslan II, sultano selgiuchide di Rum
- Dayfa Khatun (1185 - 1242), sposata a uno dei suoi cugini, Emiro di Aleppo
- Malika Khatun (morta nel 1220), maritata ad al-Malik al-Mansur Muhammad, Emiro di Hama.